# 酷圣石
酷圣石（Cold Stone Creamery）是一个美国冰淇淋连锁店。卡哈拉加盟连锁有限责任公司拥有并经营这家位于亞利桑那州斯科茨代爾的公司。公司的主要产品为客户定制的现买现做、含有12-14%乳脂的冰淇淋。酷圣石还将其菜单扩展，贩售其他与冰淇淋相关的产品。

## 历史

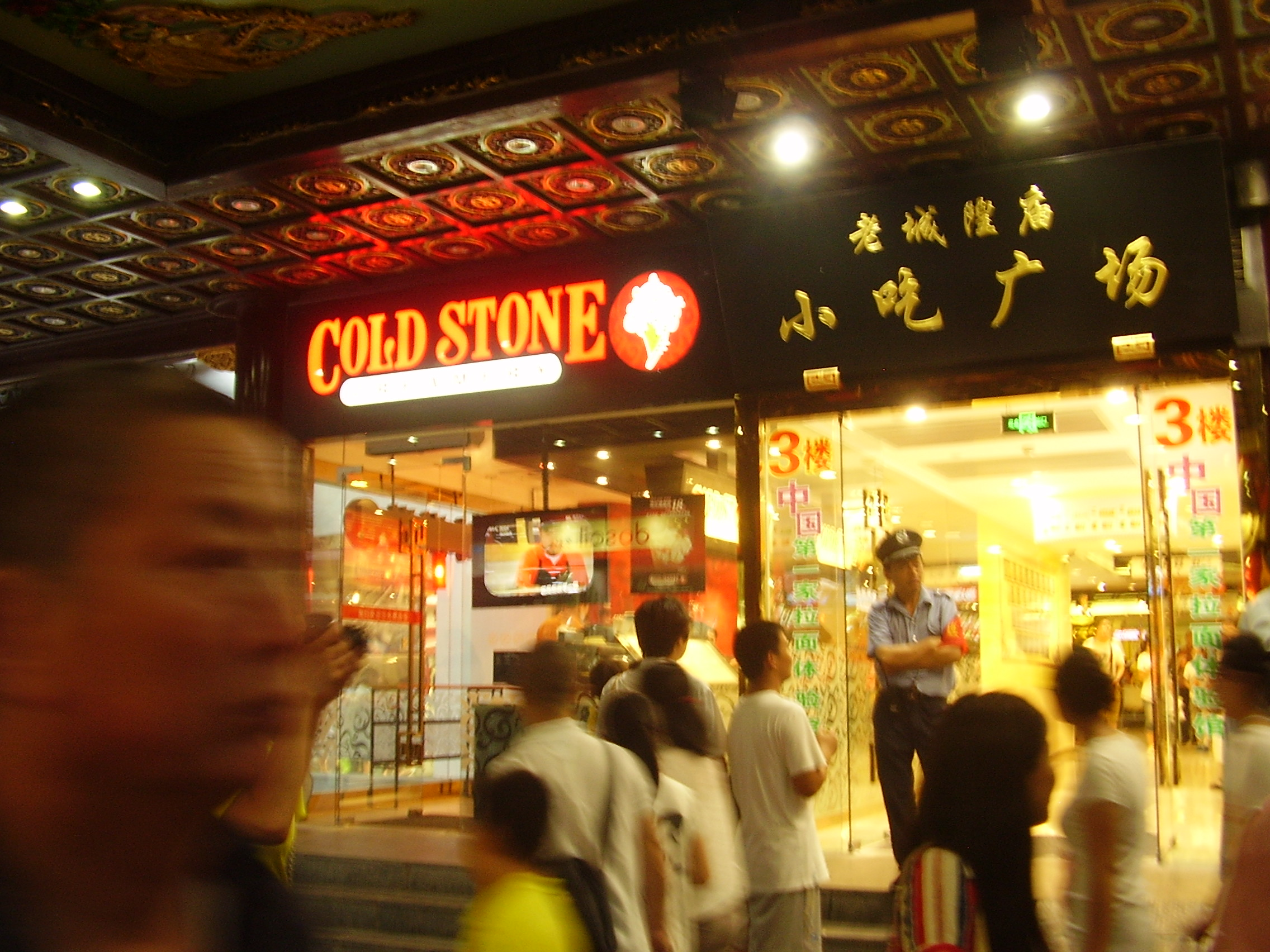
位于上海的一家酷圣石门店

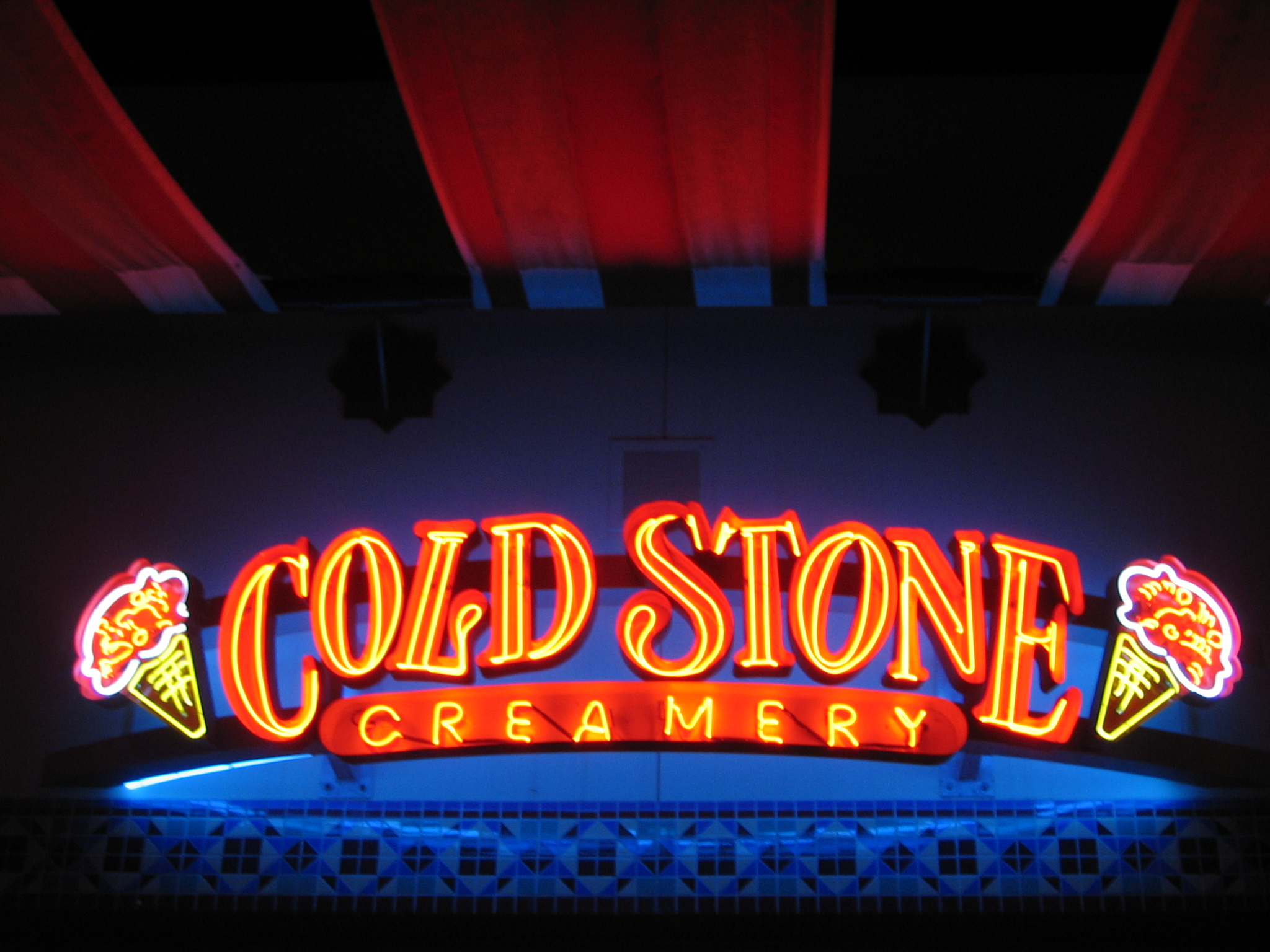
在加利福尼亞州歐文Irvine Spectrum Center的酷圣石霓虹灯标志

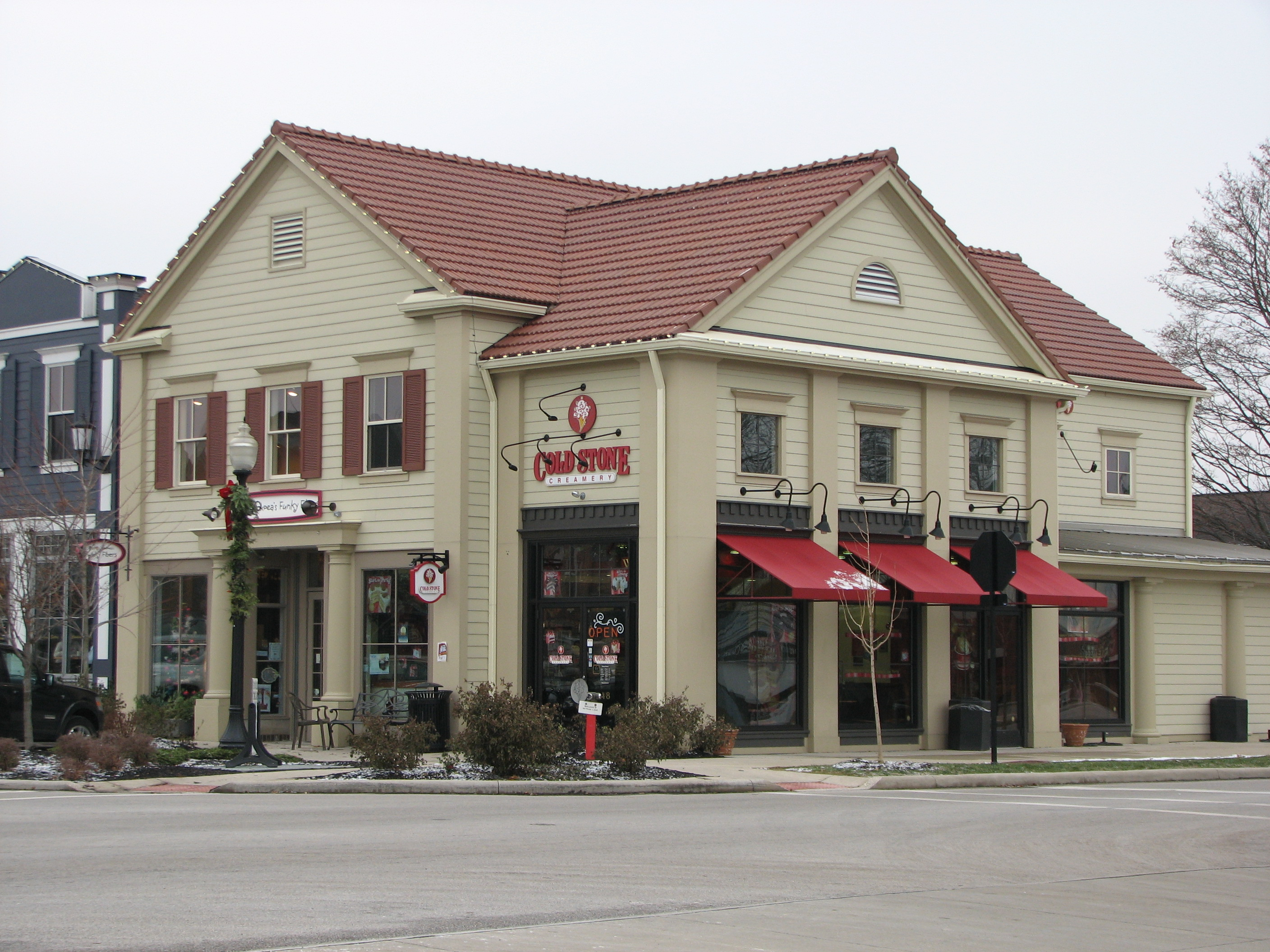
俄亥俄州哈德遜的酷圣石

1988年，苏姗·萨瑟兰和唐纳德·萨瑟兰（并非演员唐纳德·萨瑟兰）共同创立了这家公司，他们追求既不硬也不软的冰淇淋。同年，酷圣石在亚利桑那州坦佩开设了第一家店。虽然公司总部最开始在坦佩，1997年公司将其总部迁至斯科茨代尔。2005年迁至目前其总部所在地。最初的酷圣石店，编号#0001如今仍在原处营业。
酷圣石现在于日本、台湾、韩国、泰国、波多黎各、印度尼西亚、关岛、中国大陆、墨西哥、巴林、阿联酋、科威特和卡塔尔设店。2008年酷圣石在丹麦哥本哈根开设了其欧洲的第一家加盟连锁店。其后又在丹麦其他地区开设了3家店。2006年1月被Entrepreneur Magazine评为第11发展迅速的加盟连锁。2009年6月该公司在密西沙加开设了位于加拿大的第一家店。
2006年12月28日授權統一超商，成立酷聖石冰淇淋股份有限公司，台灣首家門市於2007年4月30日開幕，台灣為日韓之後第三個海外授權地區。
2007年5月，酷圣石与卡哈拉公司合并，组成卡哈拉-酷圣石，旗下共有13个品牌。酷圣石的前总裁和CEO道格·杜席被任命为新公司的CEO。卡哈拉的前CEO凯文·布莱克韦尔成为董事会主席和首席策略官。2007年9月，道格·杜席宣布他将离开该公司。凯文·布莱克韦尔被任命为CEO。

### 品牌联合
2007年下半年，酷圣石在纽约的加盟连锁店开始与Soup Kitchen International合作，在酷圣石门店的销售汤。2008年，该公司与洛基山巧克力工厂签订协议在美国西部开设7家门店。这样联合使得全年都有顾客光顾，以避免原先各自客流随季节变化。酷圣石和洛基山的品牌联合给洛基山门店周销售额带来了多于10%的增长。
2009年2月，在羅德島州的两个试验店成功之后，酷圣石的母公司卡哈拉宣布其已经与加拿大咖啡店连锁蒂姆·霍顿斯达成协议，开设最多100个联合品牌店。这个战略联盟将使得蒂姆·霍顿斯能够在更多的美国地区营运，同时让酷圣石能够在加拿大扩张。
2009年6月，酷圣石开始通过与蒂姆·霍顿斯开设的7个联合品牌店测试加拿大市场。如今它们在加拿大除了紐芬蘭-拉布拉多之外每个省都有设店。

## 产品
所有冰淇淋产品都以3种大小供应，分别是“Like It”：5 oz（140 g）、“Love It”：8 oz（230 g）和“Gotta Have It”：12 oz（340 g）。同时，还有儿童大小：3 oz（85 g）。酷圣石还供应奶昔和冰沙，其中，“Cold Stone PB&C”被Men's Health Magazine连续两年列入最不健康的美国饮料列表。该公司同时还供应冰淇淋蛋糕、派。还有大部分是现场制作的冰淇淋杯状蛋糕和冰激凌曲奇三明治。和冰激凌产品一样，顾客可以自定义这些甜点。

### 授权
酷圣石与一些公司有合作伙伴关系，在其店铺中贩售其他公司品牌产品。该公司在2009年开始和卡夫食品的Jell-O品牌合作。酷圣石引入了一系列基于受欢迎的Jell-O布丁口味的冰淇淋。由于布丁口味添加物使得冰激凌凝胶化，这些口味的冰淇淋被New York Magazine提到不会融化。
而且還會不定時推出新的限定版冰淇淋

## 纠纷
一些独立的加盟连锁店宣称酷圣石的经营方式把他们放入了在竞争上不利的位置。这些前加盟连锁店称母公司将店铺开设得过密并夸大了预期营业额和收入。另一些加盟店争辩称事情不是这样，他们在在经济前景不明、由高油价和高能源价格带来的成本上升的情况下仍然保持增长。
2008年6月华尔街日报研究了这个问题。文章称大量的酷圣石加盟连锁店（约16-20%）已经关闭或待售，其中许多店铺因其投资受到了显著的经济损失。文章中包括加盟连锁店声称公司歪曲了酷圣石店铺的平均营业额且其行为减少了店铺的利润率。酷圣石公司的一位女发言人说“考虑到经济形势的挑战性”，待售店铺的数量“按价值在行业预期之内（at par with industry expectations）”。

### CNBC纪录片与诉讼
2010年12月，酷圣石的律师威胁将针对即将发布的CNBC纪录片的一些内容提起诉讼。“柜台后面：加盟连锁未讲述的故事”记录了加盟连锁店失败和成功。在几次编辑后，2011年3月21日节目在CNBC播出。